# Filmes com truques
No início da história do cinema, os filmes com truques (às vezes chamados de filmes de truques) eram filmes mudos curtos projetados para apresentar efeitos especiais inovadores.

## História
O gênero de filme com truques foi desenvolvido por Georges Méliès em alguns de seus primeiros experimentos cinematográficos, e seus trabalhos permanecem como os exemplos mais clássicos do gênero. Outros experimentadores iniciais incluíram os empresários de espetáculos franceses Émile e Vincent Isola, os mágicos britânicos David Devant e John Nevil Maskelyne, e os cineastas norte-americanos Billy Bitzer e James Stuart Blackton.
Nos primeiros anos do cinema, especialmente entre 1898 e 1908, o filme com truques era um dos gêneros cinematográficos mais populares do mundo. Antes de 1906, era provavelmente o segundo gênero mais prevalente no cinema, superado apenas pelos filmes de atualidade de não ficção. As técnicas exploradas nesses filmes com truques incluíam câmera lenta e câmera rápida, criadas pela variação da velocidade de acionamento da câmera; o artifício de edição denominado truque de parar; e vários efeitos de câmera, como a múltipla exposição.
Os "trick novelties" (em português, "novidades de truques"), como os britânicos costumavam chamar os filmes com truques, viraram moda no Reino Unido, com Robert W. Paul e Cecil Hepworth entre seus praticantes. John Howard Martin, da dupla de cineastas Cricks e Martin, produziu filmes com truques populares até 1913, quando começou a trabalhar solo. No entanto, o interesse britânico em filmes com truques estava geralmente diminuindo em 1912, com até mesmo uma produção elaborada como À la conquête du Pôle, de Méliès, sendo recebida com relativa frieza.
Elementos de estilo de filmes com truques sobreviveram como piadas visuais em filmes de comédia muda, como Sherlock Jr. de Buster Keaton. A natureza espetacular dos filmes com truques também esteve presente em outros gêneros, incluindo filmes musicais, filmes de ficção científica, filmes de terror e filmes de capa e espada.

## Estilo
Filmes com truques não devem ser confundidos com curtas-metragens mudas que apresentam atos convencionais de mágica teatral ("filmes de truques", nas palavras do historiador do cinema Matthew Solomon). Em vez disso, filmes com truques criam ilusões usando técnicas de filmagem.
Filmes com truques geralmente transmitem um humor alegre, criado não tanto por piadas ou situações cômicas, mas pelo capricho enérgico inerente a fazer com que eventos impossíveis pareçam ocorrer. Como o filósofo Noël Carroll observou, a comédia no estilo de filme com truques de Méliès é "uma questão de alegria nascida de transformações maravilhosas e eventos fisicamente impossíveis", "uma comédia de liberação metafísica que celebra a possibilidade de substituir as leis da física pelo leis da imaginação".